# Verwaltungsgemeinschaft Dolmar-Salzbrücke
Die Verwaltungsgemeinschaft Dolmar-Salzbrücke ist eine Verwaltungsgemeinschaft im thüringischen Landkreis Schmalkalden-Meiningen, in der 14 Gemeinden zur Erledigung ihrer Verwaltungsgeschäfte zusammengeschlossen sind. Zum 1. Januar 2012 entstand diese aus dem Zusammenschluss der Verwaltungsgemeinschaft Dolmar und der Verwaltungsgemeinschaft Salzbrücke. Letzterer gehörte auch die Gemeinde Bauerbach an, die sich in die Gemeinde Grabfeld eingemeinden ließ. 
Sitz der Verwaltungsgemeinschaft ist Schwarza, eine Außenstelle befindet sich in Obermaßfeld-Grimmenthal.

## Gemeinden
- Belrieth
- Christes
- Dillstädt
- Einhausen
- Ellingshausen
- Kühndorf
- Leutersdorf
- Neubrunn
- Obermaßfeld-Grimmenthal
- Ritschenhausen
- Rohr
- Schwarza
- Utendorf
- Vachdorf

## Geschichte
Das Projekt wurde vom Innenausschuss des Landtags zunächst abgelehnt. Nach Neuberatung stimmte der Thüringer Landtag am 16. Dezember 2011 der Bildung der neuen Verwaltungsgemeinschaft zum 1. Januar 2012 jedoch zu. Die Mitgliedsgemeinde Wölfershausen wurde am 1. Januar 2019 im Rahmen der Gebietsreform in Thüringen nach Grabfeld eingemeindet und verließ die Verwaltungsgemeinschaft somit.

## Politik
Die Gemeinschaftsversammlung der VG Dolmar-Salzbrücke wählte auf ihrer Sitzung am 1. Juni 2015 mit großer Mehrheit (ca. 62 %) den aus Dissen in Nordhessen stammenden 55-jährigen Verwaltungsfachmann Frank Kampf zum neuen VG-Chef der ca. 9.600 Einwohner zählenden großen Verwaltungsgemeinschaft für eine Amtszeit von sechs Jahren.
Die Amtszeit von Frank Kampf endete am 2. Juni 2021. Seine Nachfolgerin, Manuela Kühhirt aus Steinbach-Hallenberg, wurde am 27. April 2021 durch die Gemeinschaftsversammlung gewählt und trat ihr Amt am 3. Juni 2021 für eine Amtszeit von sechs Jahren an. Kühhirt nahm im September 2022 den Namen Böttcher an.
Nach einer fast 2-jährigen Vakanz in der Stelle des VG-Vorsitzenden, in der der 1. Stellvertreter Andreas Baumann amtierte, ist seit dem 1. Juni 2025 Erik Beiersdorfer im Amt.

## Weblink
- Homepage der Verwaltungsgemeinschaft